# Daniel Roberts
Daniel Roberts (n. 13 noiembrie 1997, Atlanta, Georgia, SUA) este un atlet ce a reprezentat Statele Unite ale Americii, medaliat olimpic. A participat la două ediții ale Jocurilor Olimpice (2020, 2024) în care a câștigat o medalie de argint în proba de 110 m garduri.

## Palmares
| An   | Competiție          | Locație               | Loc | Eveniment     | Note  |
| ---- | ------------------- | --------------------- | --- | ------------- | ----- |
| 2019 | Campionatul Mondial | Doha, Qatar           | –   | 110 m garduri | DS    |
| 2021 | Jocurile Olimpice   | Tokio, Japonia        | 9   | 110 m garduri | 13,33 |
| 2022 | Campionatul Mondial | Eugene, Statele Unite | –   | 110 m garduri | DS    |
| 2023 | Campionatul Mondial | Budapesta, Ungaria    | 3   | 110 m garduri | 13,09 |
| 2024 | Jocurile Olimpice   | Paris, Franța         | 2   | 110 m garduri | 13,09 |